# Рост, Яков Иванович
Яков Иванович Рост  (Jacob-Gottlieb Rost; 14 (25) сентября 1766—4 (16) сентября 1812) — первый директор Московского коммерческого училища.
Сын профессора Московского университета И. А Роста; рос «в собственном доме отца „за Варваркою, у монастыря св. Иоанна Богослова, с голландскою кровлею и весьма высоким забором“».
Службу начал в 1786 году в штабе московского главнокомандующего П. Д. Еропкина. Состоя «при Герольдии», 22 октября 1802 году получил чин надворного советника. В 1804 году он был назначен директором Московского коммерческого училища и прослужил здесь до 1809 года.
Умер в чине коллежского советника, в Москве, через день после занятия её французами — 4 сентября 1812 года и был похоронен на Введенском кладбище. У него был сын Пётр.
Им были изданы: «Краткие известия о жизни, делах и кончине покойного Генерал-аншефа и разных орденов Кавалера Петра Дмитриевича Еропкина. Собранные из верных и несомнительных источников» (М.: тип. Кряжева и Мея, 1805. — 39 с); «Высочайшие собственноручные письма и повеления... Государыни Императрицы Екатерины. Великие к покойному генералу Петру Дмитриевичу Еропкину и всеподданнейшие его донесения» (М.: Университетская типография, 1808. — 343 с.).